# Cultura do Burundi

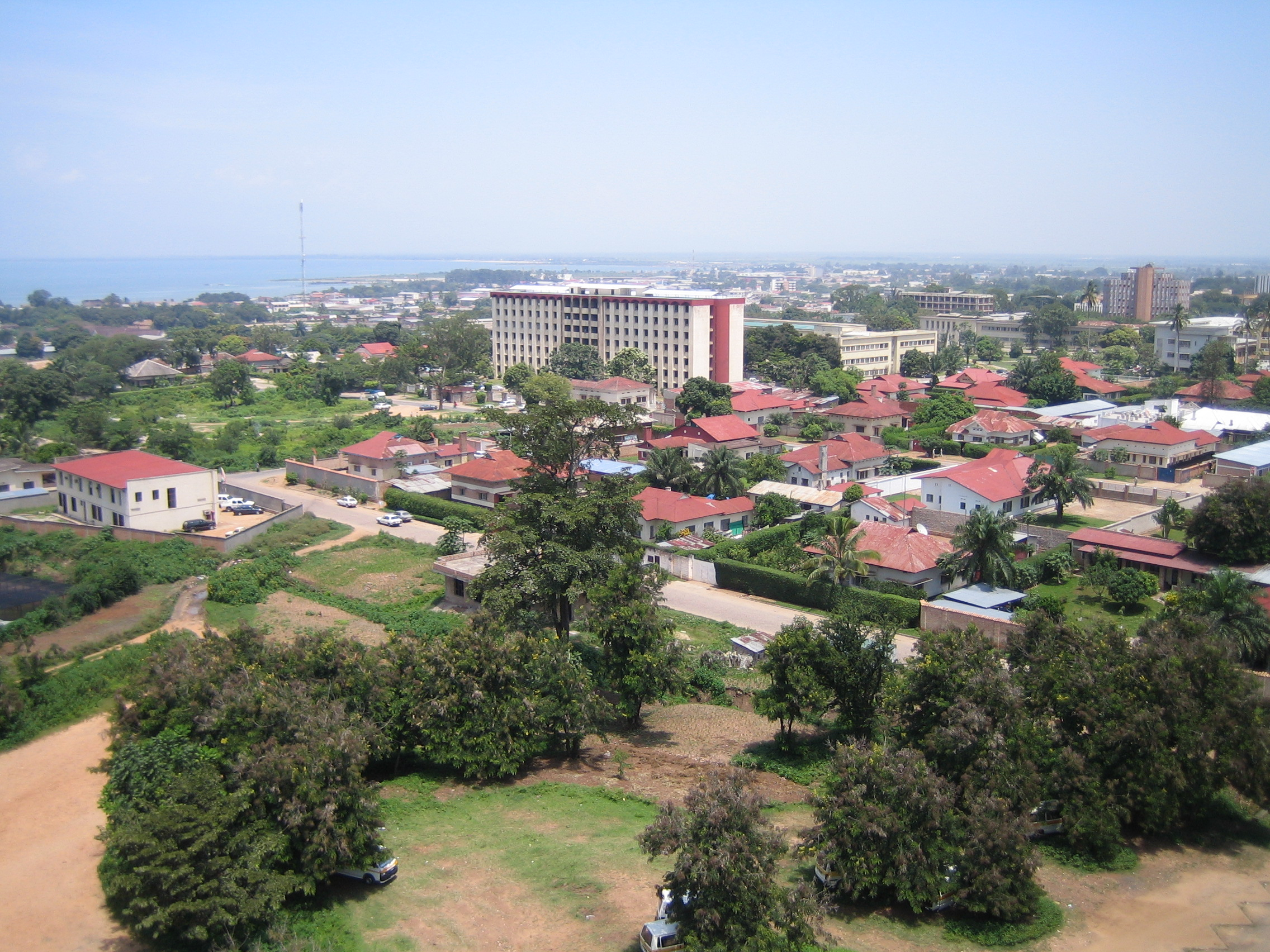
Uma vista de Bujumbura central da torre da catedral

A cultura do Burundi é baseada na tradição local e a influência de seus vizinhos, embora a sua importância tem sido dificultada por agitação civil.

## Sociedade
Os moradores da cidade muitas vezes tiram uma sesta, e a maioria das empresas serão fechadas no início da tarde.

## Comida e Bebida
Em algumas áreas, brochettes e frites são um resquício popular do período colonial belga. Uma fábrica de cerveja nacional produz cervejas Primus e Amstel.